# A Gurren Lagann epizódjainak listája

A Gurren Lagann logója

Ez a lista a Gurren Lagann animesorozat epizódjait sorolja fel.
A Gurren Lagann a Gainax animációs stúdió gyártásában készült az Aniplex és a Konami támogatása mellett, Imaisi Hirojuki rendezésében és Nakasima Kazuki írásában. Japánban 2007. április 1. és 2007. szeptember 30. között vetítette a TXN (TV Tokyo), majd néhány nap késéssel a BS Japan és az AT-X is műsorra tűzte. A sorozat 27 epizódból és két ráadás epizódból áll, amelyek a 6. epizód cenzúrázatlan változata és az 5,5. bónusz epizód, ami a Nintendo DS-játékkal jelent meg.
Észak-Amerikában, bár a 2007-es Anime Expón bejelentették, hogy az ADV Films fogja licencelni, a kiadó a megjelenés előtt törölte a katalógusából és a licenc 2008-ban a Bandai Entertainmenthez került. Egy csak angol felirattal rendelkező változat három kötetben jelent meg 2008 júliusa és szeptembere között, majd az első hivatalos angol szinkronnal ellátott változat 2008. november 18. és 2009. május 5. között jelent meg három DVD-kötetben. Az Egyesült Államokban a Sci Fi Channel szerezte meg a Gurren Lagann televíziós sugárzási jogait, és 2008. július 28-án kezdte vetíteni az Ani-Monday animeblokkjának részeként, hetente két epizódot (az utolsó héten hármat) leadva. Az Egyesült Királyságban 2007-ben a Manga Entertainment birtokolta a sorozat jogait, majd 2008-tól a Bandai európai forgalmazói fiókja, a Beez Entertainment terjesztette a sorozatot az Egyesült Királyságban és Európában, de a kiadónál 2012 januárja óta nem kapható. 2013-ban az Anime Limited bejelentette, hogy megszerezte a forgalmazási jogokat DVD-n and Blu-rayen az Egyesült Királyságban. 2014. október 20-án kiadtak egy limitált Blu-ray Ultimate Editiont, amely tartalmazza a teljes sorozatot, mind a filmadaptációkat, mind a teljes Parallel Works sorozatot, valamint egy keményfedeles művészkönyvet. Ugyanezen a napon adták ki a teljes sorozatot tartalmazó standard Blu-ray-kiadást is, melyet az év végén a DVD-kiadás követett. Az angol változatot az Animax is vetítette az angol nyelvű hálózatain Délkelet-Ázsiában és Dél-Ázsiában 2009. május 22-től. Olaszországban a Rai 4 tűzte műsorra 2009. szeptember 24. és 2010. április 1. között. Az Aniplex of America 2013. május 9-én újra kiadta a sorozatot limitált dobozos DVD-kiadványban. Egy dobozos Blu-ray-kiadvány, amely tartalmazza a televíziós sorozatot és a két filmadaptációt, 2013. június 26-án jelent meg. Az Adult Swim 2014. augusztus 16-án a Toonami műsorblokk részeként kezdte angol nyelven sugározni a sorozatot.
A sorozat zenéjét Ivaszaki Taku szerezte. Négy témazene volt hallható az epizódokban, egy nyitódal és három záródal. A nyitódal Nakagava Sóko Szorairo Days (空色デイズ; Szorairo Deizu; Hepburn: Sorairo Days / Sorairo Deizu) című dala. A dalból a 17. epizódtól kezdve a második versszak és refrén hallható, szemben a korábbi epizódokban használt első versszakkal és refrénnel. Az 1-től a 15. epizódig a záródal az Underground a High Voltage-től, a 16 epizódban a Happily Ever After Nakagava Sókótól, míg a 17-től a 27. epizódig az Afromania Minna no Peace (みんなのピース; Minna no Píszu; Hepburn: Minna no Pīsu) című dala hallható.

## Epizódlista
| # | Epizód címe | Rendező                      | Író                              | Első japán sugárzás  |
| --- | --- | ---------------------------- | -------------------------------- | -------------------- |
| 1. | Törd át az eget a fúróddal!! Omae no doriru de ten o cuke!! (お前のドリルで天を突け！！; Hepburn: Omae no doriru de ten o tsuke!!)      | Ócuka Maszahiko              | Nakasima Kazuki                  | 2007. április 1.     |
| A távoli jövőben az emberek föld alatti városokban kénytelenek élni. Giha faluban, egy földalatti településen, Simon és Kamina állandó földrengésveszély mellett élik hétköznapi életüket, mely ásásból áll, növelve a falu méretét és kincsek után kutatva. Mikor a falu szabályait megszegve kísérletet tesznek feljutni a felszínre – amiről szinte semmit sem tudnak – Kamina és Simon egy gigantikus, farkasfejű, gunmennek nevezett mechával kerülnek szembe, amint az a mennyezetet áttörve becsapódik földalatti otthonuk közepébe. A gunmen üldözőjével, egy lánnyal a szomszéd faluból, Yokóval együtt a két fiatalember azonban megtalálja a kulcsot – egy kis gunment, amit mélyen a földbe temettek el, és amit Kamina Lagann-nak nevez el – a hatalmas betolakodó legyőzéséhez és Giha falu elhagyásához. | |                              |                                  |                      |
| 2. | Mondtam, hogy irányítani fogom!! Ore ga norutte ittenda!! (俺が乗るって言ってんだ！！)                                                  | Szaeki Sódzsi                | Nakasima Kazuki                  | 2007. április 8.     |
| A titokzatos Lagann-nal a kezében Kamina és Simon visszaviszi Yokót szülőfalujába, Littnerbe. A felszíni világ felfigyel Kaminára és Simonra, miközben új gunmenek és az őket irányító idegen lények, a fenevadak (beastmen) támadnak rájuk. Miután Kamina erőszakkal kilökte az egyik fenevadat a gunmenjéből, átveszi felette az irányítást és saját gunmenre tesz szert, amit Gurrennek nevez el. Miután elbánnak a maradék gunmennel, Kamina megtalálja édesapja földi maradványait. | |                              |                                  |                      |
| 3. | Két arcod van, olyan arcátlan vagy!! Kao ga futacu tá namaiki na!! (顔が2つたぁナマイキな！！; Hepburn: Kao ga futatsu tā namaiki na!!) | Szong Szonghi                | Nakasima Kazuki                  | 2007. április 15.    |
| Az előző csata után Kamina, Simon és Yoko élelem után indulnak, azonban egy véletlen találkozás egy félelmetes fenevaddal, Virallal és a hatalmas gunmenjével arra kényszeríti őket, hogy a Gurrent és a Lagannt egyesítve, egy új fegyvert alkossanak, Gurren Lagannt. | |                              |                                  |                      |
| 4. | Jó, ha sok arcod van? Kao ga ókerja erai no ka? (顔が多けりゃ偉いのか？; Hepburn: Kao ga ōkerya erai no ka?)                            | Kobajasi Oszamu              | Jamagucsi Hirosi                 | 2007. április 22.    |
| Annak érdekében, hogy felvegyék a harcot a fenevadakkal és gunmenjéikel, a Gurren Csapat elindul Littner faluból, hogy lecsapjon egy lehetséges gunmen gyülekezőpontra. Útjuk során találkoznak a különc, fenevadvadász Bachika testvérekkel (Black Siblings csapat), valamint üres gyomorral kell legyőzniük egy sokarcú ellenséget. | |                              |                                  |                      |
| 5. | Egyszerűen nem értem! Ore ni va szappari vakarané! (俺にはさっぱりわからねぇ！; Hepburn: Ore ni wa sappari wakaranē!)                   | Tomita Hiroaki               | Szaeki Sódzsi                    | 2007. április 29.    |
| A Gurren csapat útja egy földalatti faluba vezet, ahol a szűkös források miatt a kiválasztottakat a felszínre száműzik és a gunmeneket isteni lényként imádják. Két gyermeket, Gimmyt és Darryt választják ki, de velük tart saját akaratából Rossiu, a falu főnökének fogadott fia is, és együtt csatlakoznak a Gurren csapathoz. | |                              |                                  |                      |
| 5.5 | Csillog-villog a Gurrenem!! Ore no Guren va pikkapika!! (俺のグレンはピッカピカ！！; Hepburn: Ore no Guren wa pikkapika!!)              | Kurimoto Hirosi              | Nakasima Kazuki                  | 2007. október 25.    |
| Kamina irigykedve látja, hogy Simon hogyan tartja tisztán és rendben Lagannt, ezért megkéri a titokzatos Chitorit, hogy tisztítsa meg Gurrent, nem sejtve, hogy a valódi szándéka a gunmen ellopása. | |                              |                                  |                      |
| 6. | ' Teméra zenin juatari sijagare!! (てめえら全員湯あたりしやがれ！！; Hepburn: Temēra zen'in yuatari shiyagare!!)                        | Itagaki Sin                  | Nakasima Kazuki Ócuka Maszahiko  | 2007. május 6.       |
| | |                              |                                  |                      |
| 7. | ' Szore va omae ga jarunda jo! (それはお前がやるんだよ！; Hepburn: Sore wa omae ga yarunda yo!)                                         | Nakajama Kacuicsi            | Nakasima Kazuki                  | 2007. május 13.      |
| | |                              |                                  |                      |
| 8. | ' Abajo, dacsikó (あばよ、ダチ公; Hepburn: Abayo, dachikō)                                                                              | Ócuka Maszahiko              | Nakasima Kazuki                  | 2007. május 20.      |
| | |                              |                                  |                      |
| 9. | ' Hitotte ittai nani deszu ka? (ヒトっていったい何ですか？; Hepburn: Hitotte ittai nani desu ka?)                                       | Ivaszaki Taró                | Nakasima Kazuki                  | 2007. május 27.      |
| | |                              |                                  |                      |
| 10. | ' Anikitte ittai dare deszu ka? (アニキっていったい誰ですか？; Hepburn: Anikitte ittai dare desu ka?)                                   | Kurimoto Hirosi              | Szaeki Sódzsi                    | 2007. június 3.      |
| | |                              |                                  |                      |
| 11. | ' Simon, te o dokete (シモン、手をどけて; Hepburn: Shimon, te o dokete)                                                                 | Morimija Takajosi            | Szaeki Sódzsi                    | 2007. június 10.     |
| | |                              |                                  |                      |
| 12. | ' Jóko-szan, onegai ga arimaszu (ヨーコさん、お願いがあります; Hepburn: Yōko-san, onegai ga arimasu)                                    | Kurimoto Hirosi              | Szunajama Kuraszumi              | 2007. június 17.     |
| | |                              |                                  |                      |
| 13. | ' Minaszan, tán to mesiagare (みなさん、たーんと召しあがれ; Hepburn: Minasan, tān to meshiagare)                                        | Jokojama Akitosi             | Szunajama Kuraszumi              | 2007. június 24.     |
| | |                              |                                  |                      |
| 14. | ' Minaszan, gokigenjó (皆さん、ごきげんよう; Hepburn: Minasan, gokigenyō)                                                               | Nakajama Kacuicsi            | Jamagucsi Hirosi                 | 2007. július 1.      |
| | |                              |                                  |                      |
| 15. | ' Vatasi va asita e mukaimaszu (私は明日へ向かいます; Hepburn: Watashi wa ashita e mukaimasu)                                           | Ócuka Maszahiko Kotake Ajumu | Szunajama Kuraszumi              | 2007. július 8.      |
| | |                              |                                  |                      |
| 16. | ' Szósúhen (総集片; Hepburn: Sōshūhen)                                                                                                  | Jamaga Hirojuki              | n. a.                            | 2007. július 15.     |
| | |                              |                                  |                      |
| 17. | ' Anata va nani mo vakatte inai (あなたは何も分かっていない; Hepburn: Anata wa nani mo wakatte inai)                                    | Ócuka Maszahiko              | Nakasima Kazuki                  | 2007. július 22.     |
| | |                              |                                  |                      |
| 18. | ' Kikaszete morau zo kono szekai no nazo o (聞かせてもらうぞこの世界の謎を; Hepburn: Kikasete morau zo kono sekai no nazo o)            | Sinohara Tosija              | Nakasima Kazuki                  | 2007. július 29.     |
| | |                              |                                  |                      |
| 19. | ' Ikinokorun da donna sudan o cukatte mo (生き残るんだどんな手段を使っても; Hepburn: Ikinokorun da donna shudan o tsukatte mo)          | Jamagucsi Jorifusza          | Nakasima Kazuki                  | 2007. augusztus 5.   |
| | |                              |                                  |                      |
| 20. | ' Kami va doko made bokura o tameszu (神はどこまで僕らをためす; Hepburn: Kami wa doko made bokura o tamesu)                             | Gesi Jaszuhiro               | Nakasima Kazuki                  | 2007. augusztus 12.  |
| | |                              |                                  |                      |
| 21. | ' Anata va ikinokorubeki hito da! (あなたは生き残るべき人だ！; Hepburn: Anata wa ikinokorubeki hito da!)                                | Szaeki Sódzsi                | Nakasima Kazuki                  | 2007. augusztus 19.  |
| | |                              |                                  |                      |
| 22. | ' Szore ga boku no szaigo no gimu da (これが僕の最後の義務だ; Hepburn: Sore ga boku no saigo no gimu da)                                | Hirosi Ikehata               | Nakasima Kazuki                  | 2007. augusztus 26.  |
| | |                              |                                  |                      |
| 23. | ' Iku zo szaigo no tatakai da (行くぞ 最後の戦いだ; Hepburn: Iku zo saigo no tatakai da)                                                | Kimura Rjúicsi               | Nakasima Kazuki                  | 2007. szeptember 2.  |
| | |                              |                                  |                      |
| 24. | ' Vaszureru mono ka kono ippun icsibjó o (忘れるものか この一分一秒を; Hepburn: Wasureru mono ka kono ippun ichibyō o)                  | Nakajama Kacuicsi            | Szunajama Kuraszumi              | 2007. szeptember 9.  |
| | |                              |                                  |                      |
| 25. | ' Omae no isi va uketotta! (お前の遺志は受け取った！; Hepburn: Omae no ishi wa uketotta!)                                               | Josida Tóru                  | Nakasima Kazuki Jamagucsi Hirosi | 2007. szeptember 16. |
| | |                              |                                  |                      |
| 26. | ' Iku ze dacsikó (いくぜ ダチ公; Hepburn: Iku ze dachikō)                                                                               | Ócuka Maszahiko              | Nakasima Kazuki                  | 2007. szeptember 23. |
| | |                              |                                  |                      |
| 27. | ' Ten no hikari va szubete hosi (天の光はすべて星; Hepburn: Ten no hikari wa subete hoshi)                                              | Imaisi Hirojuki              | Nakasima Kazuki                  | 2007. szeptember 30. |
| | |                              |                                  |                      |

## Fordítás
- Ez a szócikk részben vagy egészben  a   List of Gurren Lagann episodes című angol Wikipédia-szócikk ezen változatának fordításán alapul.  Az eredeti cikk szerkesztőit annak laptörténete sorolja fel. Ez a jelzés csupán a megfogalmazás eredetét és a szerzői jogokat jelzi, nem szolgál a cikkben szereplő információk forrásmegjelöléseként.